# Tibor Bodnár
Tibor Bodnár (* 31. März 1955 in Budapest; † 4. Februar 2022) war ein ungarischer Sportschütze.

## Karriere
Tibor Bodnár wollte im Alter von 16 Jahren der Zalka Katonai Müszaki Főiskola Sportegyesület beitreten, jedoch wurde er dort wegen Untauglichkeit abgelehnt. Ein Jahr später versuchte er es erneut und wurde Mitglied. Bereits zwei Jahre nach dem Vereinsbeitritt konnte er bei den Weltmeisterschaften 1974 seine erste Medaille mit dem Team gewinnen. Zahlreiche weitere WM-Medaillen, darunter eine goldene im Einzel 1979, folgten. Darüber hinaus wurde er dreifacher Europameister (1979, 1982, 1985) und nahm an den Olympischen Spielen 1976 und 1980 teil. 1976 belegte er im Wettkampf über 50 m Laufende Scheibe den 10. Platz. 1980 wurde er in der gleichen Disziplin Fünfter.
Während seiner sportlichen Karriere arbeitete er in einer Waffen- und Gasgerätefabrik und wurde 1987 Schneider.
Tibor Bodnár war von 1974 bis 1986 Mitglied der ungarischen Nationalmannschaft und wurde viermal zum Sportschützen des Jahres gewählt (1978, 1979, 1981, 1984).
Am 4. Februar 2022 verstarb Bodnár plötzlich im Alter von 66 Jahren.